# Federazione cestistica della Norvegia
La Norges Basketballforbund (acronimo NBBF) è l'ente che organizza e controlla la pallacanestro in Norvegia. Organizza i campionati maschili e femminili e le nazionali, oltre che di alcune coppe.

## Competizioni principali
- Basketball Ligaen Norge e 1. divisjon basketball (prima e seconda divisione maschile)